# Борисовское (Московская область)
Борисовское — деревня в городском округе Коломна Московской области. До 2017 года относилась к Проводниковскому сельскому поселению Коломенского района.

## География
Деревня расположена в 1 км к югу от административного центра сельского поселения посёлка Проводник и в 7 км к западу от города Коломны. Рядом с деревней проходит Малинское шоссе.

## Население
| 2002 | 2006 | 2010 | 2021 |
| ---- | ---- | ---- | ---- |
| 13   | ↗19  | ↘15  | ↗150 |